# Електрозварювання
Електрозва́рювання — зварювання матеріалів, яке ґрунтується на використанні електричної енергії, яка в зоні з'єднуваних ребер перетворюється на теплову енергію.
Основними способами електрозварювання є такі:
- дугове зварювання,
- електрошлакове зварювання,
- електроннопроменеве зварювання,
- контактне зварювання,
- плазмове зварювання,
- індукційне зварювання (високочастотне зварювання).

За принципом створення зварного шва той чи інший вид електрозварювання належить до зварювання плавленням або тиском. У процесі електрозварювання плавленням рідкий метал, застигаючи, утворює зварний шов. У разі електрозварювання тиском попередньо нагріті й від цього пластичніші краї з'єднують механічним способом.
Електрозварювання зручне, легко регулюється, дає змогу зварювати тугоплавкі метали.
1934 року в Києві засновано Інститут електрозварювання АН УРСР (нині Інститут електрозварювання імені Євгена Патона НАН України).
У 1990-х роках у Києві під керівництвом Бориса Патона було також розроблено спосіб електрозварювання м'яких живих тканин.

## Обладнання

### Зварювальні перетворювачі
Установка, що складається зі зварювального генератора та приводного електродвигуна, називається зварювальним перетворювачем. Якщо як приводний використано двигун внутрішнього згоряння, така установка називається зварювальним агрегатом.
Зварювальні перетворювачі можна розділити на такі групи:
- за кількістю постів — на однопостові, призначені для живлення однієї зварювальної дуги, і багатопостові — для одночасного живлення декількох зварювальних дуг;
- за способом установки — на стаціонарні, нерухомо встановлені на фундаментах у зварювальних цехах, і пересувні, установлювані на рамах або колесах;
- за родом двигунів, що приводять в обертання генератор,- з електричними двигунами змінного струму та із двигунами внутрішнього згоряння (бензиновими та ін.);
- за способом виконання — на однокорпусні і роздільні (зварювальний генератор і двигун установлені на загальній рамі, а їхні вали з'єднані спеціальними муфтами);
- за формою зовнішньої статичної характеристики — з падаючими, пологопадаючими, твердими та комбінованими характеристиками (комбіновану характеристику мають генератори, у яких перемиканням обмоток або за допомогою регулюючих пристроїв можна одержати падаючі, тверді або пологопадаючі характеристики).

### Зварювальні випрямлячі
Зварювальні випрямлячі збирають із напівпровідникових елементів, які проводять струм тільки в одному напрямку. У зворотному напрямку напівпровідники практично не пропускають електричний струм.
Основні властивості напівпровідникового елемента характеризуються такими параметрами:
- припустимою щільністю випрямленого струму, віднесено до одиниці робочої поверхні напівпровідникового елемента. Ця величина залежить від умов охолодження елемента. Інтенсивне штучне охолодження дозволяє в 2-2,5 рази підняти навантаження елемента в порівнянні із природним охолодженням;
- спаданням напруги в напівпровідниковому елементі, що залежить від значення випрямленого струму та властивостей напівпровідника;
- значенням зворотної напруги.

Дві останні величини характеризують техніко-економічні властивості напівпровідникового елемента, від них залежить ККД випрямляча.

### Зварювальні трансформатори
Для живлення зварювальної дуги змінним струмом призначені зварювальні трансформатори. Вони прості за устроєм, відрізняються малими розмірами і вагою, мають високий ККД і витрачають електроенергії майже удвічі менше в порівнянні із джерелами постійного струму.
Зварювальні трансформатори повинні відповідати наступним вимогам:
- мати падаючу зовнішню характеристику;
- обмежувати струм короткого замикання;
- мати напругу холостого ходу не вище 80 В;
- плавно та у широких межах регулювати значення зварювального струму.